# 北愛國站

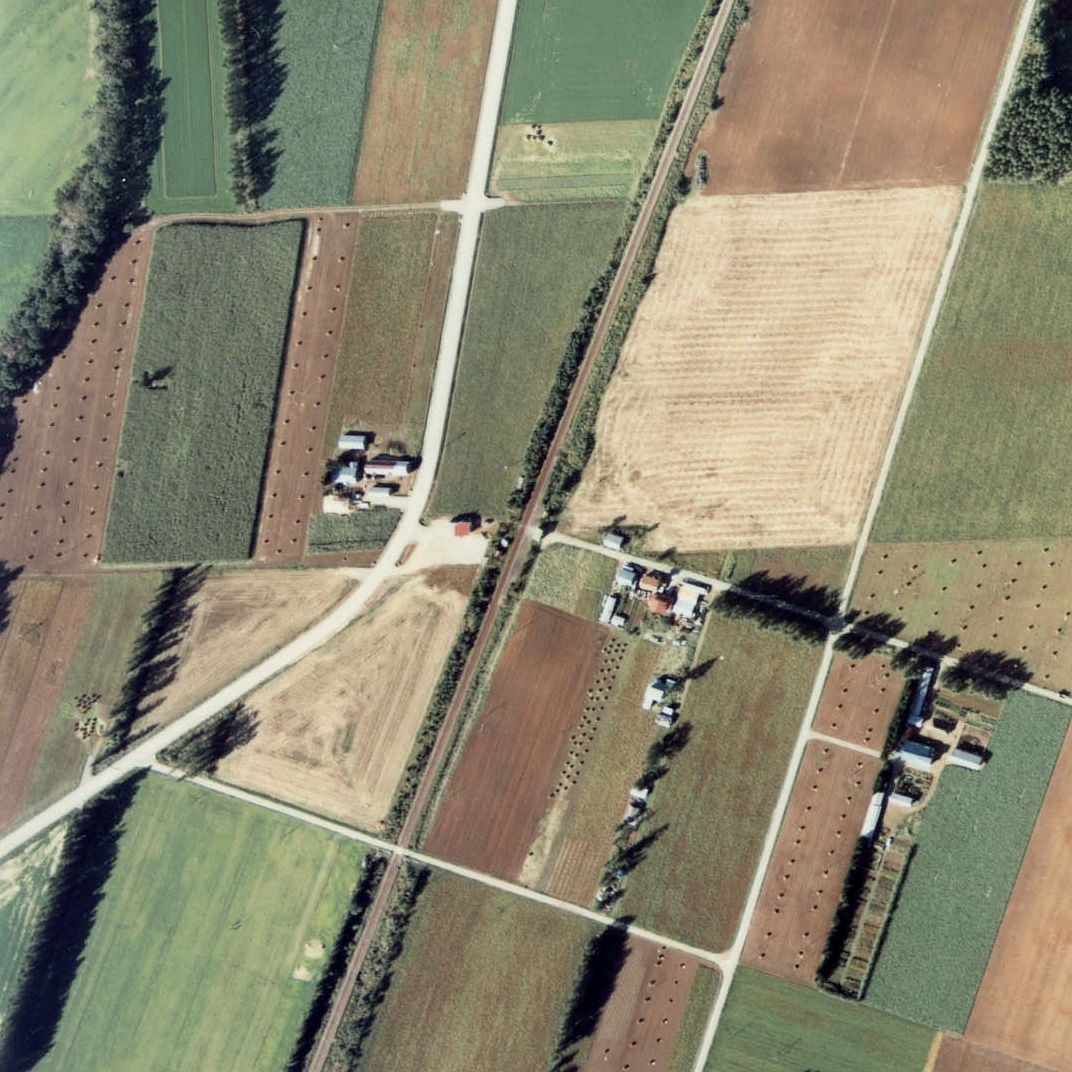
1977年的北愛國站與方圓約500米範圍。下方為廣尾方向。當時站內東邊設有由石頭和泥土堆成的單式月台（廣尾方向的列車會開啟左邊車門）。在旁邊設有白色古老候車室。候車室在後年重建。車站後方的廣場中可看見紅色屋頂建築物，該處為北愛國會館。車站後方與月台之間設有平交道遺蹟。與依田站一樣，車站附近為農作地帶。

北愛國站（日语：／ Kita-Aikoku eki */?）是位於北海道帶廣市愛國町，日本國有鐵道（國鐵）的廣尾線車站（廢站）。隨著廣尾線全線廢線，車站在1987年（昭和62年）2月2日廢除。

## 歷史
- 1953年（昭和28年）11月15日 - 國有鐵道廣尾線開設北愛國站。該站為請願站[2]。當時為旅客車站[1]。
- 1987年（昭和62年）2月2日 - 廣尾線全線廢除，此站也廢除[1]。

## 車站構造
截至車站廢除前，此站是地面車站，設有1面1線的單式月台。月台位於路軌東邊（廣尾方向的列車會開啟左邊車門）。站內沒有轉轍器。
在車站啟用時已經為無人車站，沒有車站大樓。月台中央部分設有候車室。此站曾經為簡易委託車站，當時設有車票販賣的時期（這是從1981年（昭和56年）12月發行的車票以確認當時為簡易委託車站）。

## 站名的由來
車站名稱取自所在地 帶廣市愛國町的「北」邊，因而得名。

## 使用狀況
在1981年度（昭和56年度），1日平均上下車人次為10人。

## 車站周邊
- 北海道道238號更別幕別線[4]
- 札內川（日语：札内川）[4]
- 十勝巴士（日语：十勝バス）「北愛國交流廣場前」巴士站

## 巴士路線
由十勝巴士行走的替代巴士服務中，由於道路設計的關係。開設了「帶廣 - 依田 - 北愛國 - 愛國」獨立一條路線。後來整合路線後於2006年（平成18年）9月廢除。現時只有校巴經過，並只前往愛國和大正方向。

## 現況
車站遺址現時建設了巴士候車室。截至1999年（平成11年），北愛國會館旁邊設置了「廣尾線北愛國站蹟地」之小型標柱。截至2010年（平成22年）已被撤走。

## 相鄰車站
日本國有鐵道
廣尾線
依田－北愛國－愛國

## 注腳
1. 1 2 3 4  石野哲（編）. . JTB. 1998: 890. ISBN 978-4-533-02980-6 （日语）.
2. 1 2 3 4  書籍《国鉄全線各駅停車1 北海道690駅》（小學館，1983年7月發行）138頁
3. ↑  書籍《無人駅探訪》（監修：西崎さいき，文藝社，2011年6月發行）20頁。
4. 1 2  書籍《北海道道路地図 改訂版》（地勢堂，1980年3月發行）13頁。
5. ↑  書籍《鉄道廃線跡を歩くVI》（JTB出版，1999年3月發行）38頁。
6. ↑  書籍《新 鉄道廃線跡を歩く1 北海道・北東北編》（JTB出版，2010年4月發行）86頁。